# ELNA 6
ELNA 6 ist die Bezeichnung für eine Reihe von vierachsigen Tenderlokomotiven, die nach den Normen des ELNA gebaut wurden. Die ELNA 6 haben die Achsfolge D. Sie sind die schwersten und größten Lokomotiven des ELNA-Typenprogramms und für den Strecken- und schweren Rangierdienst ausgelegt. Sie erreichen eine Höchstgeschwindigkeit von 40 km/h.

## Technische Merkmale
Wie alle ELNA-Lokomotiven verfügen die ELNA 6 über eine Kupferfeuerbüchse. Der Rahmen ist aus 20 mm dicken Blechplatten nach den damaligen Vorschriften gefertigt, zwischen denen der Wasserbehälter eingehängt ist. Der Antrieb erfolgt auf die dritte Achse, auf eine Seitenverschiebbarkeit der Achsen wurde verzichtet. Die Lokomotiven verfügen über Kolbenschieber und eine außenliegende Heusinger-Steuerung.

## Geschichte
Sieben Lokomotiven wurden allein an die Halle-Hettstedter Eisenbahn-Gesellschaft geliefert, andere Bahnen bekamen meist nicht mehr als zwei Lokomotiven dieses Typs. Neue Lokomotiven gingen an die Weimar-Berka-Blankenhainer Eisenbahn, die Ohlauer Kleinbahn, die Greifenberger Kleinbahn, die Kleinbahn Casekow–Penkun–Oder, die Pyritzer Kleinbahnen, die Nauendorf-Gerlebogker Eisenbahn-Gesellschaft (2), die Gardelegen-Haldensleben-Weferlinger Eisenbahn, die Aschersleben-Schneidlingen-Nienhagener Eisenbahn (2) und die Bunzlauer Kleinbahn AG (2).
Die ELNA 6 wurde auch in das Kriegslokomotivprogramm als KDL 4 aufgenommen. Der französische Lokomotivhersteller Schneider in Le Creusot lieferte 1944 bis 1946 67 Lokomotiven, die nach dem Krieg von der SNCF als Baureihe 040 TX1 bis 67 übernommen wurden.
Nach dem Krieg wurden 1946 noch drei Maschinen bei Henschel & Sohn aus Restteilen zusammengebaut. Zwei von ihnen fuhren bei der Farge-Vegesacker Eisenbahn, eine bei der Rinteln-Stadthagener Eisenbahn.
Die 1949 von der DR übernommenen Maschinen wurden als Baureihe 92.29 und 92.64 in das Nummernschema eingereiht. Die drei Maschinen 92.29 waren Lokomotiven der ehemaligen Görlitzer Kreisbahn, die über eine Gegendruckbremse verfügten.

## Verbleib

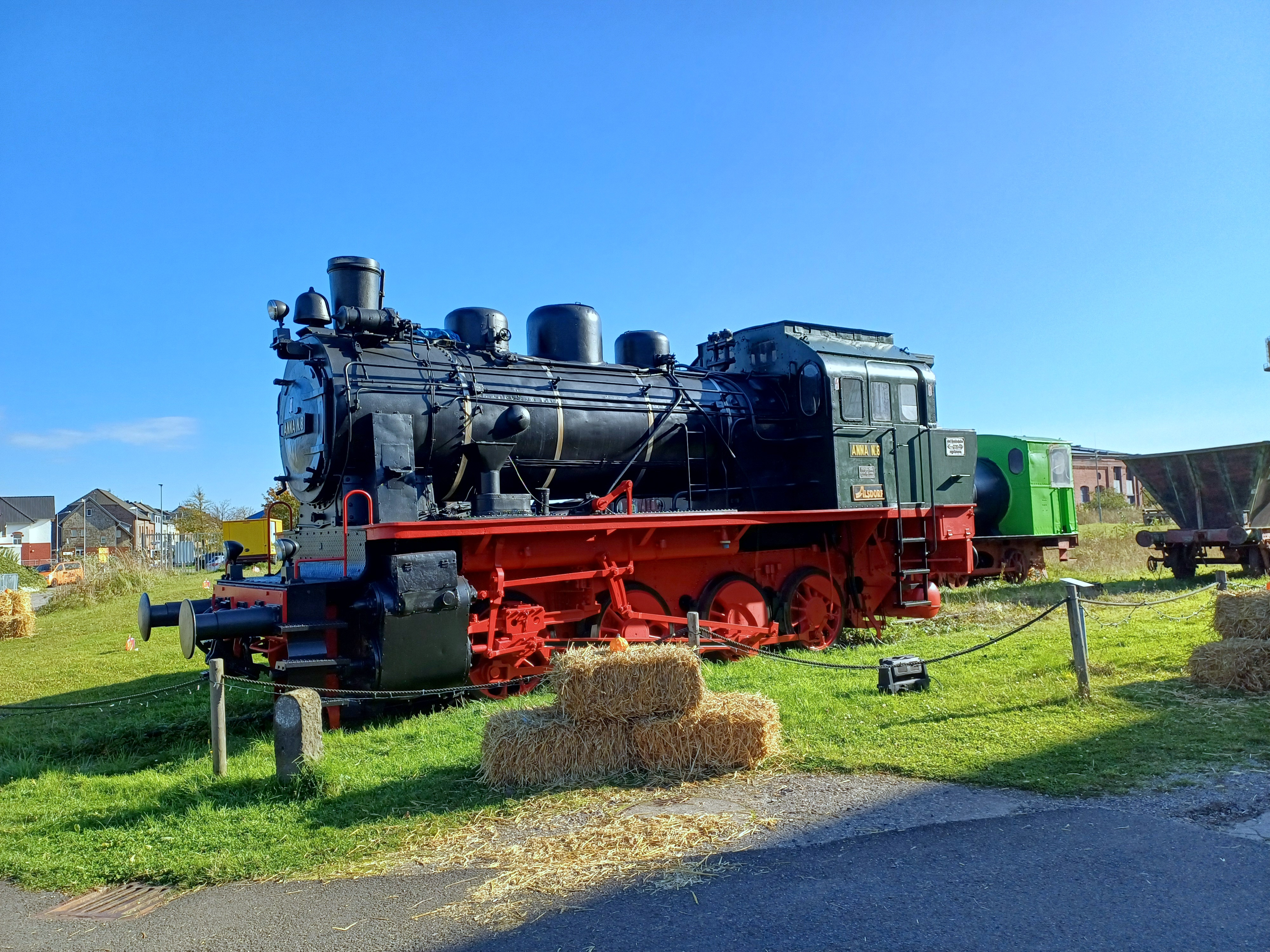
Tenderlokomotive ELNA 6 (Anna N.8) im Außenbereich des Museums Energeticon

Zwei Lokomotiven der Hersfelder Kreisbahn sind heute noch erhalten: HKB 2 bei der Dampfbahn Fränkische Schweiz (dort Nr. 4) und HKB 4 im Bergbaumuseum Grube Anna II in Alsdorf (dort ANNA 8). Die für die Deutsche Eisenbahngesellschaft nachgebaute und zuletzt auf der Rinteln-Stadthagener Eisenbahn eingesetzte  Lok steht heute im Eisenbahnmuseum Kranichstein (Nr. 184).